# Marek Poznański

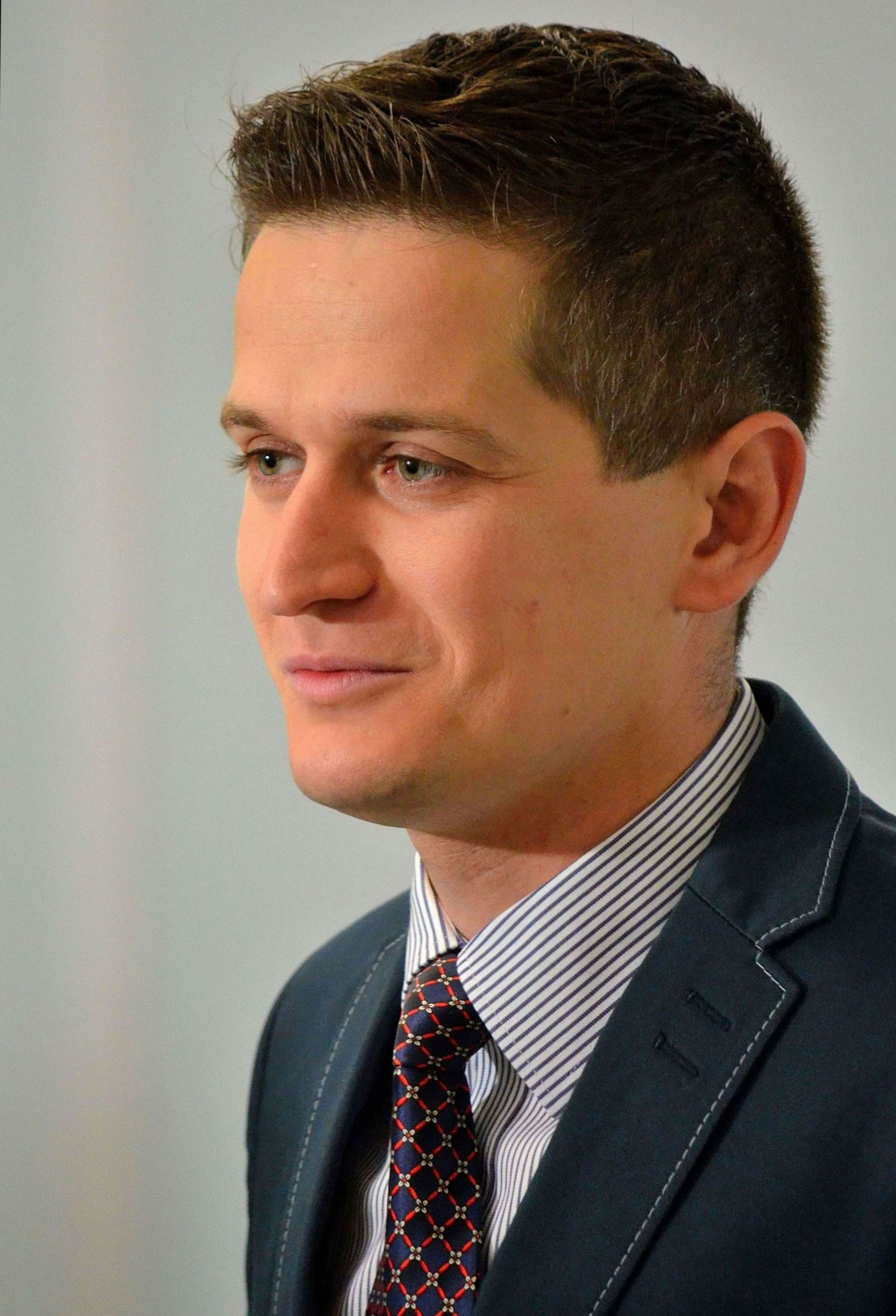
Marek Poznański (2014)

Marek Poznański (* 14. Oktober 1984 in Hrubieszów) ist ein polnischer Politiker der Partei Twój Ruch.
Marek Poznański studierte Archäologie an der Maria-Curie-Skłodowska-Universität. Anschließend war er Doktorand am Institut für Archäologie und Ethnologie der Polnischen Akademie der Wissenschaften in Warschau. Er beschäftigt sich vornehmlich mit experimenteller Archäologie und Luftbildarchäologie. 2010 gehörte er zu den zwei polnischen Archäologen, die den Unfallort des Flugunfalls bei Smolensk untersuchten.
Bei den Parlamentswahlen 2011 trat er für die Ruch Palikota (später umbenannt in Twój Ruch) an und 16.640 Wähler stimmten im Wahlkreis 7 Chełm für ihn. Damit erhielt er ein Mandat für den Sejm.